# 亨利·珀西 (熱刺)
亨利·珀西（Henry Percy，1364年5月20日—1403年7月21日），外號熱刺（Hotspur），是中世紀晚期的一名英格蘭騎士，父親是第一代諾森伯蘭伯爵亨利·珀西。熱刺與父親曾在霍米爾頓山丘戰役擊敗由道格拉斯伯爵率領的蘇格蘭軍，但在1403年起兵叛亂，於什魯斯伯里戰役戰敗身亡。他的兒子是第二代諾森伯蘭伯爵亨利·珀西。

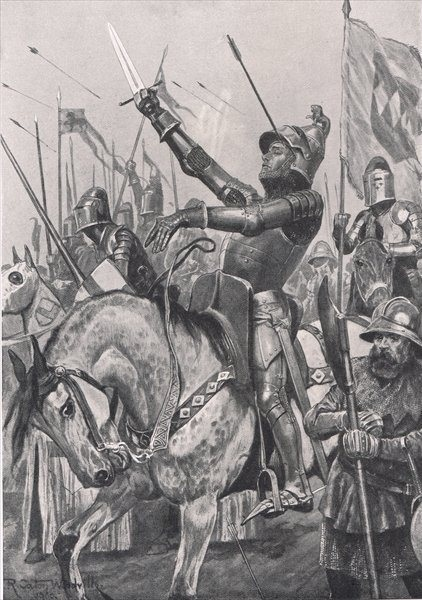
亨利·"熱刺"·珀西